# Погодин, Дмитрий Дмитриевич
Дми́трий Дми́триевич Пого́дин (11 сентября 1907 — 13 сентября 1943) — советский военнослужащий, командир танковой роты в войсках республиканской Испании, участник Польского похода РККА, Советско-финской войны и Великой Отечественной войны, генерал-майор. Член Центрального Комитета Коммунистической партии (большевиков) Белоруссии.

## Биография
Родился 11 сентября 1907 года в городе Наро-Фоминске (ныне Московской области) в семье рабочего. Русский. Член ВКП(б) с 1931 года. Окончил 6 классов. В Красной Армии с 1931 года. В 1932 году окончил Орловскую бронетанковую школу, а в 1932 году — Курсы усовершенствования командного состава.
С октября 1936 года по январь 1937 года Д. Д. Погодин участвовал в Гражданской войне в Испании, где отличился в боях под городом Посуэло-де-Аларкон. Танковая рота лейтенанта Погодина Д. Д. атаковала противника и подбила 9 вражеских танков. Не раз она помогала бойцам восстанавливать утраченные позиции.
Указом Президиума Верховного Совета СССР от 31 декабря 1936 года за доблесть и мужество, проявленные в боях в Испании, Погодину Дмитрию Дмитриевичу присвоено звание Героя Советского Союза, с вручением ордена Ленина, а после учреждения в 1939 году знака особого отличия героев ему была вручена медаль «Золотая Звезда» № 26.
После возвращения в 1937 году из Испании Погодин служил в должности командира танковой роты в Белорусском военном округе (с июля 1938 года — Белорусский особый военный округ). Был избран членом ЦК КП(б)Б.
В 1939 году в составе войск округа участвовал в походе РККА в Западную Белоруссию.
В 1939 году Д. Д. Погодин окончил Военную академию имени М. В. Фрунзе, был помощником начальника бронетанковых войск Ленинградского военного округа, командиром механизированного отряда округа. Участвовал в Советско-финской войне 1939—1940 годов.
Великую Отечественную войну встретил в должности командира 1-го танкового полка 1-й танковой дивизии. С первых дней войны полк находился на кандалакшском направлении, где в боях с 30 июня по 7 июля потерял 71 танк БТ-7, из них 33 безвозвратно, оставленных сгоревшими на поле боя; 2 автомашины ЗИС-5, 1 бензоцистерну. Людские потери составили: 23 убито, 58 ранено, 30 пропали без вести. 17 июля полк, погрузившись в эшелоны, отправился в район деревни Войсковицы около Красногвардейска (Гатчины) под Ленинград, где подготовил оборонительные позиции.
Однако, в начале августа, после захвата немецкими войсками мостов через Лугу и обхода Лужского укрепрайона с севера, первый танковый полк был выдвинут на запад в кингисеппском направлении. Здесь под Молосковицами 11 августа 1941 года развернулось грандиозное встречное танковое сражение. В районе деревень Морозово и Волпи сошлись в бою 1-я Краснознамённая танковая дивизия и 1-я немецкая танковая дивизия. Но силы были неравны, на помощь немецкой дивизии подошли ещё 2 немецкие танковые дивизии из группы Гёпнера. В начале сражения в 1-й советской танковой дивизии было 108 танков, и почти все они были уничтожены.
18 августа 1941 года 1-й танковый полк 1-й Краснознамённой танковой дивизии сдал оставшуюся боеспособную матчасть во 2-й танковый полк 1-й ТД и выбыл из дивизии в распоряжение командующего Северным фронтом.
Личный состав полка сосредоточился в лесу восточнее деревни Телези Красносельского района Ленинградской области, где на следующий день 19 августа получил новую матчасть, в числе которой в полк прибыли и 20 (двадцать) танков КВ.
19 августа в 9.30 начальник АБТУ Северного фронта полковник Дементьев направил командиру 1-го танкового полка полковнику Погодину боевое распоряжение за номером 043888, в котором сообщалось, что командующий Северным Фронтом М.Попов приказал «... с получением сего немедленно отправить в распоряжение командира 1-го стрелкового полка 2-й гвардейской дивизии народного ополчения пять танков КВ с командиром роты».
К 17.00 19 августа 1-й танковый полк полностью закончил укомплектование прибывшей матчастью и личным составом, но лишь только в 20.00 19 августа пять танков КВ с командиром роты старшим лейтенантом Колобановым во главе выступила в 1-й стрелковый полк 2-й Гв.ДНО.
Неполная танковая рота под командованием старшего лейтенанта З. Г. Колобанова по приказу полковника Д. Д. Погодина встала в засады в районе совхоза Войсковицы, станции Илькино, деревень Большие Борницы, Выселки, Большие Черницы.  20 августа 1941 года танки  роты уничтожили из засад 43 германские единицы бронетехники из трёх танковых дивизий, проводивших в этот день смену позиций в ходе наступления на Ленинград и окружения Лужской группировки советских войск. При этом, командир орудия (наводчик) старший сержант Усов А. М. из экипажа танка командира роты З. Г. Колобанова снайперски расстрелял колонну из 22 немецких лёгких танков.
Позднее на фронтах Великой Отечественной войны полковник Погодин Д. Д. занимал должности заместителя командира 123-й танковой бригады, заместителя по танковым частям командующего 30-й армией генерал-лейтенанта Лелюшенко, заместителя начальника автобронетанковых войск Калининского фронта и заместителя командира 1-го механизированного корпуса 53-й армии Степного фронта.
Герой Советского Союза, генерал-майор танковых войск Д. Д. Погодин погиб в бою у села Перекоп под Харьковом 13 сентября 1943 года, лично участвуя в танковой атаке в решающий момент сражения. Обожжённое тело убитого командира на руках вынес из боя механик-водитель его сгоревшего танка старшина А. А. Горелышев. Дмитрий Дмитриевич Погодин так и не узнал о присвоении ему звания генерал-майора танковых войск и о награждении его орденом Красного Знамени.

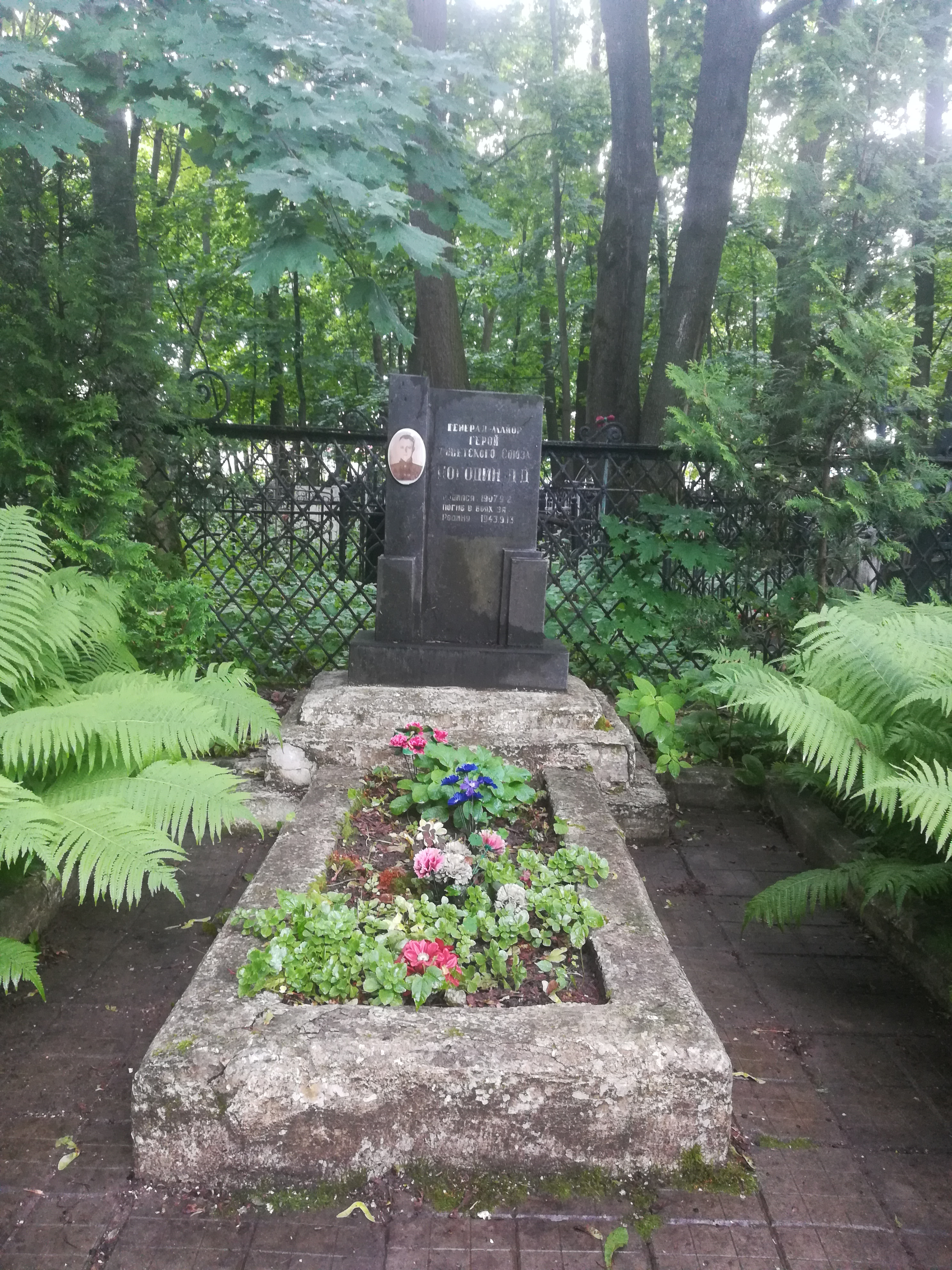
Могила Д. Погодина на Князь-Владимирском кладбище

Был похоронен по месту жительства эвакуированной семьи — в городе Владимире на центральной площади Свободы (Соборной), но позже, в 1946 году, по просьбе матери прах был перезахоронен на городском Князь-Владимирском кладбище (14 уч.).

## Награды
- Медаль «Золотая Звезда» № 26 (31 декабря 1936)
- орден Ленина (31 декабря 1936)
- орден Красного Знамени
- орден Отечественной войны I степени
- медаль «За оборону Ленинграда»
- медаль «XX лет Рабоче-Крестьянской Красной Армии»

## Память

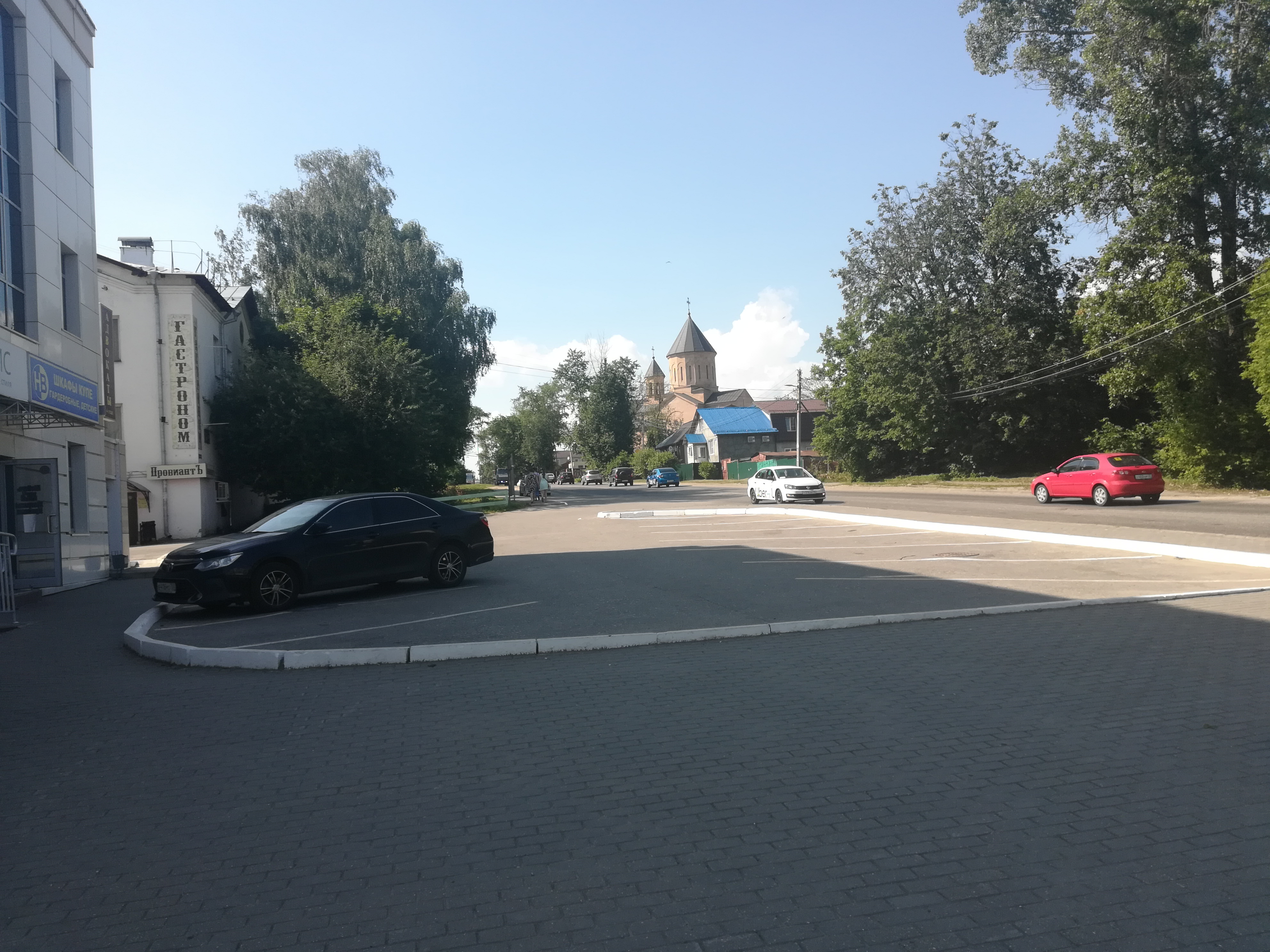
Улица Дмитрия Погодина во Владимире

На месте гибели Д. Д. Погодина в селе Перекоп Харьковской области установлена мемориальная доска. Именем Героя названа улица его родного города — подмосковного Наро-Фоминска и улица в городе Владимир. Барельеф Д. Д. Погодина установлен на стеле героев-владимирцев у мемориала «Вечный огонь» на площади Победы во Владимире.

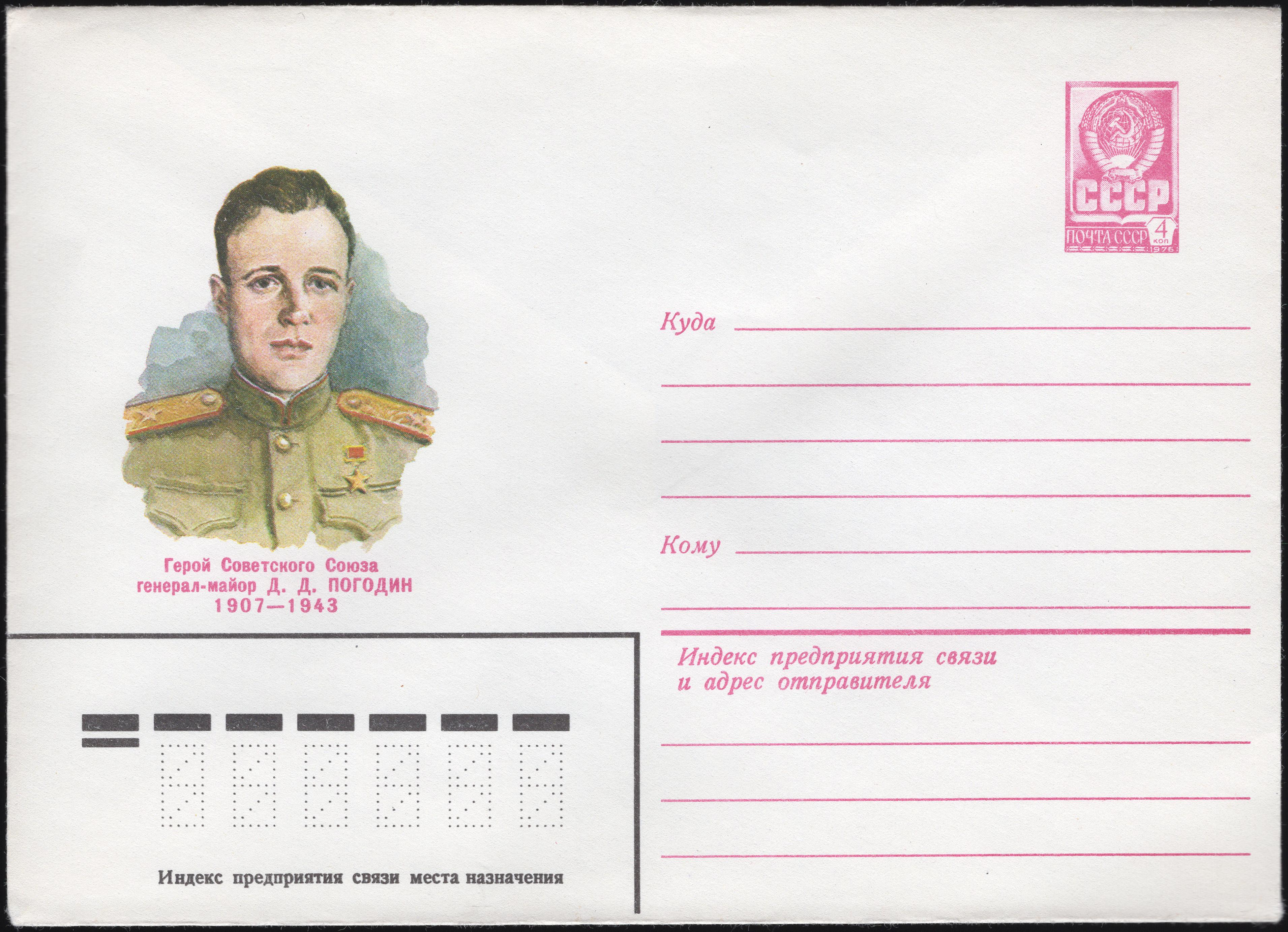

Почтой СССР был выпущен конверт с портретом Героя Советского Союза Погодина Д. Д.
В 2022 году коллектив средней школы № 13 города Владимира вышел с инициативой о присвоении учреждению имени Героя Советского Союза Д. Д. Погодина. 31 августа 2022 года Совет народных депутатов города поддержал инициативу.
В 2022 году в целях увековечения памяти Погодина его имя присвоено Наро-Фоминской СОШ № 3, 20 сентября на стене школы открыта мемориальная доска

## Публикации
- Базуев Д. Ленинградская Прохоровка // Санкт-Петербургские ведомости. — № 81-с, 06.05.2011. Архивировано из оригинала 11 декабря 2011 года.
- Могильная Л. А., Толкунова В. Г. Город будет помнить о нём. Герой Советского Союза Д. Д. Погодин // Старая столица: краеведческий альманах. Вып. 2. Архивировано 22 ноября 2015 года.